# Stazione di Gambettola
La stazione di Gambettola è una fermata ferroviaria posta sulla linea Bologna-Ancona, a servizio dell'omonimo comune. 

## Strutture e impianti
Il piazzale è composto da tre binari passanti; il primo viene usato per i treni in direzione Rimini, mentre il secondo per i treni con direzione Bologna. Il binario 3 era in genere utilizzato per le precedenze fra i treni.
La stazione è dotata di due banchine entrambe con pensilina e collegate fra loro tramite un sottopassaggio.
È inoltre dotata di uno schermo per la visualizzazione dei treni in arrivo e in partenza. È presente un altoparlante per gli annunci.

## Movimento
La stazione è servita da treni regionali svolti da Trenitalia Tper nell'ambito del contratto di servizio stipulato con la regione Emilia-Romagna.
La stazione è interessata dalla fermata di 32 treni regionali, anche se molti meno rispetto ad altre stazioni adiacenti, come Savignano sul Rubicone o Santarcangelo di Romagna.
Al 2007, l'impianto risultava frequentato da un traffico giornaliero medio di circa 270 persone.
A novembre 2019, la stazione risultava frequentata da un traffico giornaliero medio di circa 717 persone (364 saliti + 353 discesi).

## Servizi
- Parcheggio di scambio
- Sottopassaggio
- Servizi igienici
- Sala di attesa
- Parcheggio bici
- Accessibilità per portatori di handicap
- Ascensori